# Fiat Panda
El febrer de 1980 FIAT presenta un nou utilitari anomenat Fiat Panda, a partir del projecte del 1968 que el jove Giorgetto Giugiaro havia presentat per l'Autobianchi A112 i que va ser rebutjat en l'últim moment per tenir una línia que semblava massa espartana per al gust de la clientela femenina. La denominació interna del projecte sembla que va ser "tipo zero" i la sigla del model va ser 141.

## Història
El Panda equipava originalment un motor bicilíndric refredat per aire de 652cc derivat del Fiat 126 ("Panda 30") o, un quatre cilindres de 903cc procedent del Fiat 127 ("Panda 45"). Es va concebre com una moderna interpretació de l'utilitari per a tot per a una clientela jove seguint l'esperit dels models francesos com el Citroën 2CV o el Renault 4 que en aquell moment vivien una segona joventut, tenint un gran èxit al mercat europeu i, especialment a l'italià.
En aquells temps un automòbil per al jovent havia de ser robust, espartà, adaptable a les més diverses situacions i condicions d'ús, a més de ser econòmic tant en la compra com en el manteniment.
El Panda posseïa totes aquestes característiques com els seus competidors, però es distingia per la cura particular amb què s'havien projectat els interiors. La instrumentació minimalista, els nombrosos indrets portaobjectes, l'absència d'acabats pretensiosos i el sostre que podia ser descapotable de tela li donaven un aspecte transgressor. La gràcia del Panda eren els seients que, tot i ser molt prims, es podien abatre horitzontalment, formant una superfície plana que anava del volant al portó posterior. Per a la nova generació de l'època significava que el cotxe es podia transformar en un llit de fortuna per a poder utilitzar en qualsevol moment. El Panda, d'altra banda era també atractiu per a la clientela tradicional, tenint una gran difusió entre camperols i flotes de lloguer de cotxes. L'èxit va ésser immediat i tan gran que la cadena de producció no donava l'abast, generant-se llistes d'espera de fins a un any.
Als dos motors originals es va afegir un tercer en altres països europeus derivat del del Fiat 850, comercialitzat com a Seat Panda 35 a Espanya i Fiat Panda 34 a Holanda.
Al Saló de París de 1982 es va presentar el Panda 45 Super. Aquesta versió incorporava diverses millores, la més significativa era la caixa de canvis de cinc marxes, a més de canvis estilístics i en els acabats. La nova graella davantera de plàstic (el primer model de Fiat que la va utilitzar amb les cinc barres diagonals argentades) distingia la versió Super dels models inicials amb la graella de xapa. Després va arribar el Panda 30 Super.

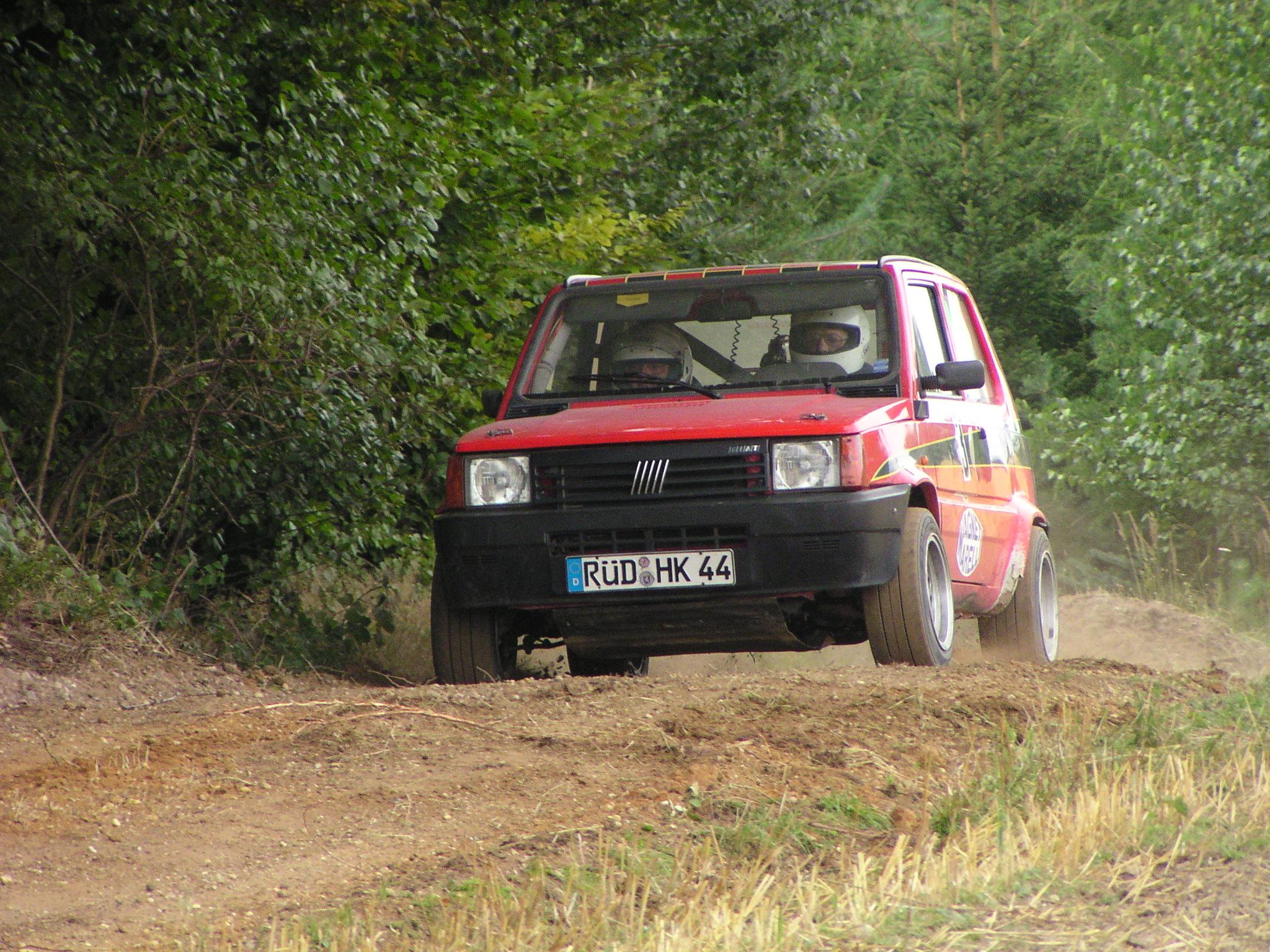
Panda 4x4

L'empresa austríaca Steyr-Puch va desenvolupar un sistema de quatre rodes motrius per al Panda 4x4 (tipo 153). Presentat en juny de 1983 incorporava el motor de 965cc de l'Autobianchi A112 amb 48CV. El Panda 4x4 va ser el primer petit cotxe amb motor transversal en presentar un sistema de tracció total. El sistema es podia seleccionar manualment, amb una primera reduïda. En condicions normals s'iniciava la marxa en segona velocitat, mentre que la cinquena tenia la mateixa relació dels Panda normals. Steyr-Puch fabricava el sistema sencer de tracció integral, embragatge, caixa de canvi, l'arbre de transmissió en tres peces, l'eix posterior amb el diferencial i fins i tot els frens, el conjunt es muntava a una carrosseria reforçada en la planta siciliana de Termini Imerese. Amb un pes de 740 kg, el Panda 4x4 completava el km. amb sortida parada en 38.8 segons i tenia una velocitat màxima de 135 km/h.

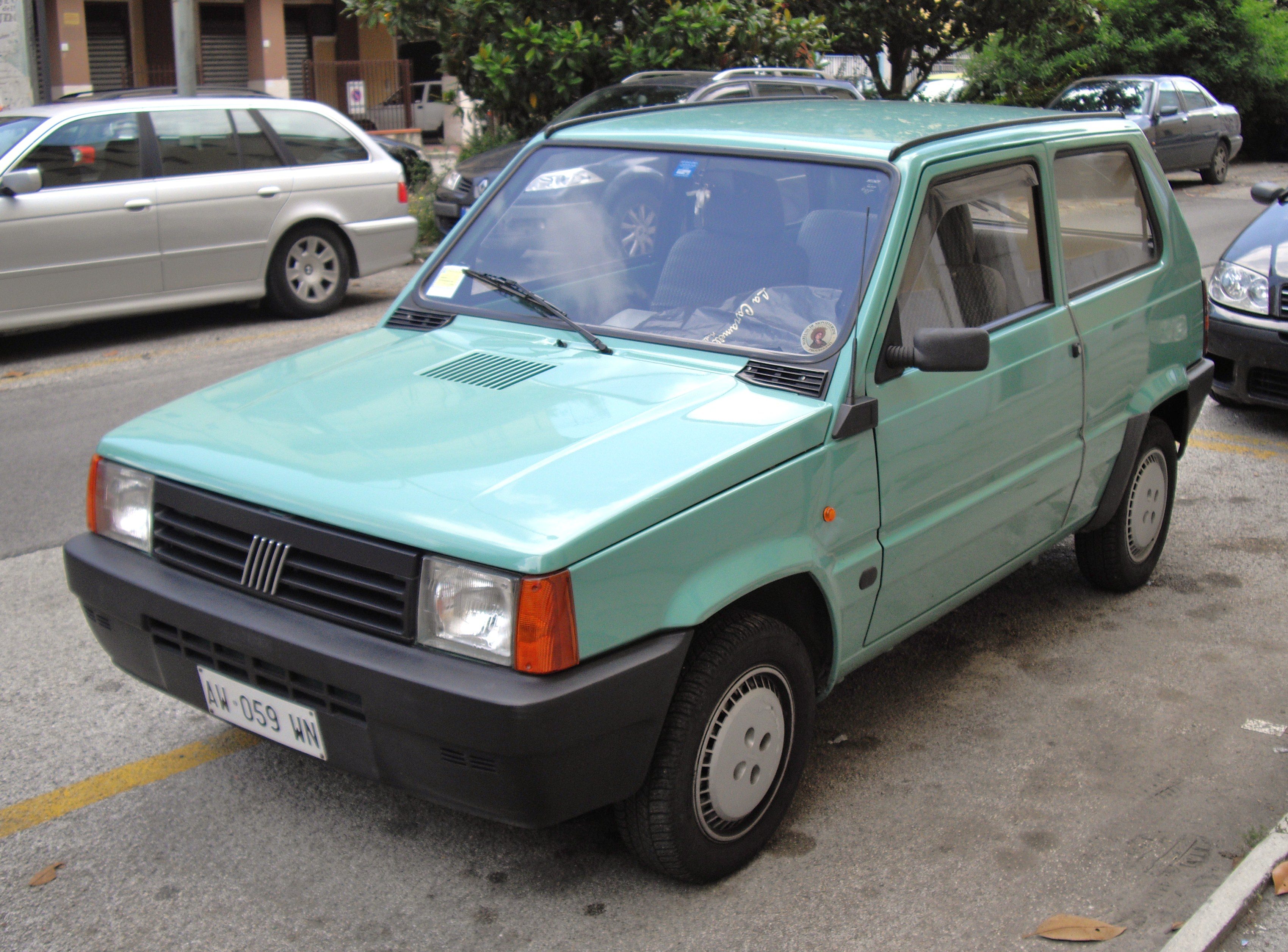
Fiat Panda segona sèrie

L'èxit del Panda feu que en juliol de 1984 s'arribés al milió d'unitats produïdes. En novembre de 1984 es van fer petites modificacions i les diferents versions van ser batejades com a "L", "CL" i "S" totes amb modificacions de detall que incloïen l'adopció de la graella de cinc barres diagonals per a totes les versions.
Els canvis més significatius van arribar en gener de 1986. El motor de 650cc es va substituir per un de (34CV), i el 903cc amb un 999cc (45CV, o 50CV en el 4x4). Tots dos motors pertanyien a la nova família FIRE amb 4 cilindres, refrigeració per aigua i un arbre de leves. Un altre canvi important va tenir lloc a la suspensió posterior, on es van substituir les rudimentàries ballestes per un eix rígid (conegut com a eix Omega) amb un montant central i suspensions de molls helicoidals (el 4x4 va continuar amb les ballestes). També es van fer millores a l'interior i l'estructura que va ser reforçada. La gamma es va articular en cinc versions, tres de 750 (L, CL, S) una 1000 Super e la 4x4.
En abril del mateix any el Panda va rebre un motor diesel de 1301cc amb 37CV, una versió descafeïnada del que havien fet servir el 127 el Uno. Equipat normalment amb la caixa de cinc velocitats estava disponible únicament en la versió "L". El mateix mes es va introduir la versió "Van" (vehicle comercial), amb motors de benzina i diesel, amb una capacitat de càrrega de fins a 810 litres. En alguns casos el Panda Van tenia les finestres posteriors tapades i en compte del portó posterior tenia un afegit de plàstic que convertia en vertical la part posterior del cotxe, incrementant així la capacitat de càrrega.

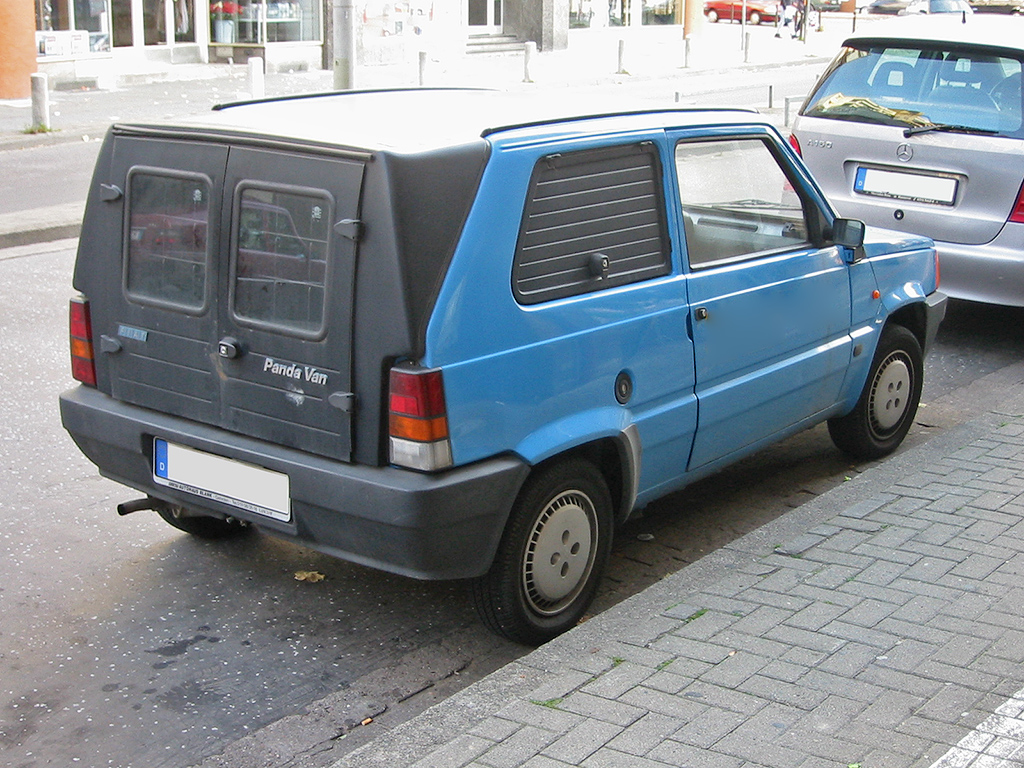
Fiat Panda Van

L'any següent, el 1987, es presenta el Panda Young amb un 769cc que feia servir el mateix bloc del vell 903cc de varilles i balancins i donava els mateixos 34CV de la versió FIRE. El motor FIRE de 999cc va ser millorat el mateix any amb la introducció d'injecció electrònica i catalitzador, finalment també es va comercialitzar en edició limitada el Panda 4x4 Sisley.
En 1988 es va superar el llindar dels 2 milions d'unitats produïdes i dos anys després, en 1990, la gamma es va incrementar amb el Panda Electra, una versió amb motor elèctric, ecològica, però amb problema que el pes del cotxe incrementava significativament fins als 1.150 kg.
El Panda va tenir també una versió automàtica anomenada "Selecta" (1991-94) equipada amb un variador continu inspirat en el que equipen alguns ciclomotors. Des d'aleshores no es van introduir grans innovacions en el Panda més enllà de les modificacions necessàries per adaptar-se a les normatives en vigor, especialment les ambientals.
El Panda va estar en producció fins a 2003 quan va ser substituït pel Nou Fiat Panda.

## Models derivats

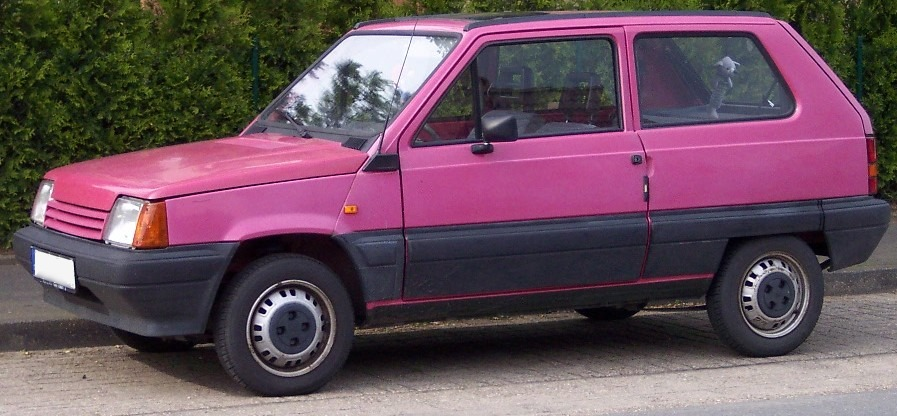
Seat Marbella

Entre 1980 i 1986 el Panda va ser produït sota llicència a Espanya per SEAT amb el nom de Seat Panda i una furgoneta derivada anomenada Seat Trans. En finalitzar l'acord entre totes dues empreses, com va passar en el cas del Fiat Ritmo, modificat com a Seat Ronda, també el Panda va ser modificat el mínim indispensable per evitar problemes de llicència i comercialitzat amb el nom de Seat Marbella, en el cas de la furgoneta va passar a anomenar-se Seat Terra. Ambdues versions es van mantenir en producció fins a 1998.

## Segona generació (2003-2012)

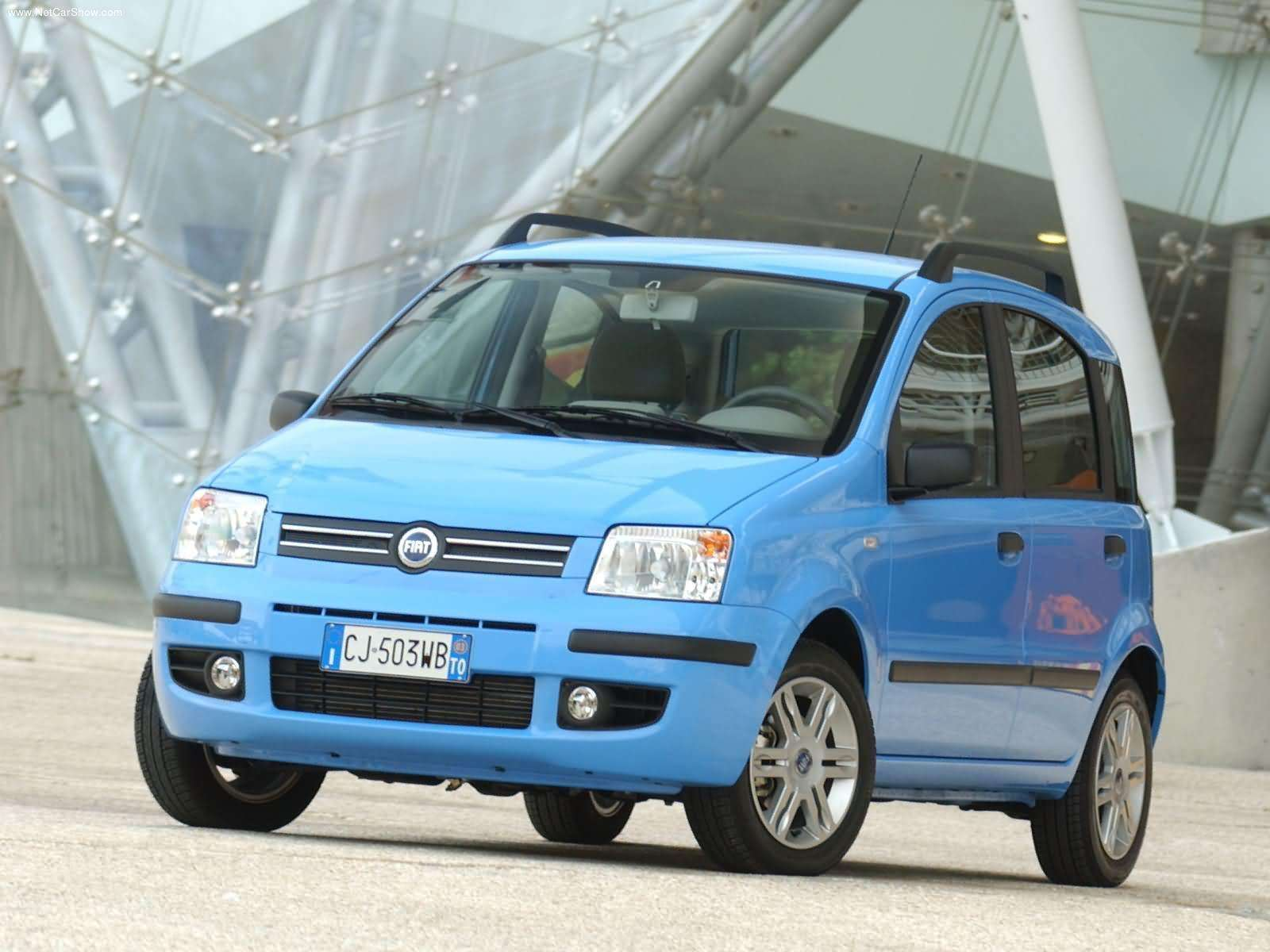
Fiat Panda II (2003)

La segona generació del Fiat Panda, coneguda internament com a Tippo 169, debutà el 2003 amb pràcticament cap lligam tecnològic amb el seu antecessor. Fins el 31 de juliol d'aquell any, el nom del model havia de ser Fiat Gingo; no obstant, després d'una queixa de Renault perquè Gingo sonava molt semblant al seu model Twingo, Fiat decidí canviar el nom. El 2004 el nou Panda fou guardonat amb el Compasso d'Oro, el premi al disseny industrial italià. El mateix any, el Panda guanyà el premi Cotxe de l'Any a Europa. El disseny fou obra de Giuliano Biasio, de Bertone, en col·laboració amb el Centro Stile Fiat.

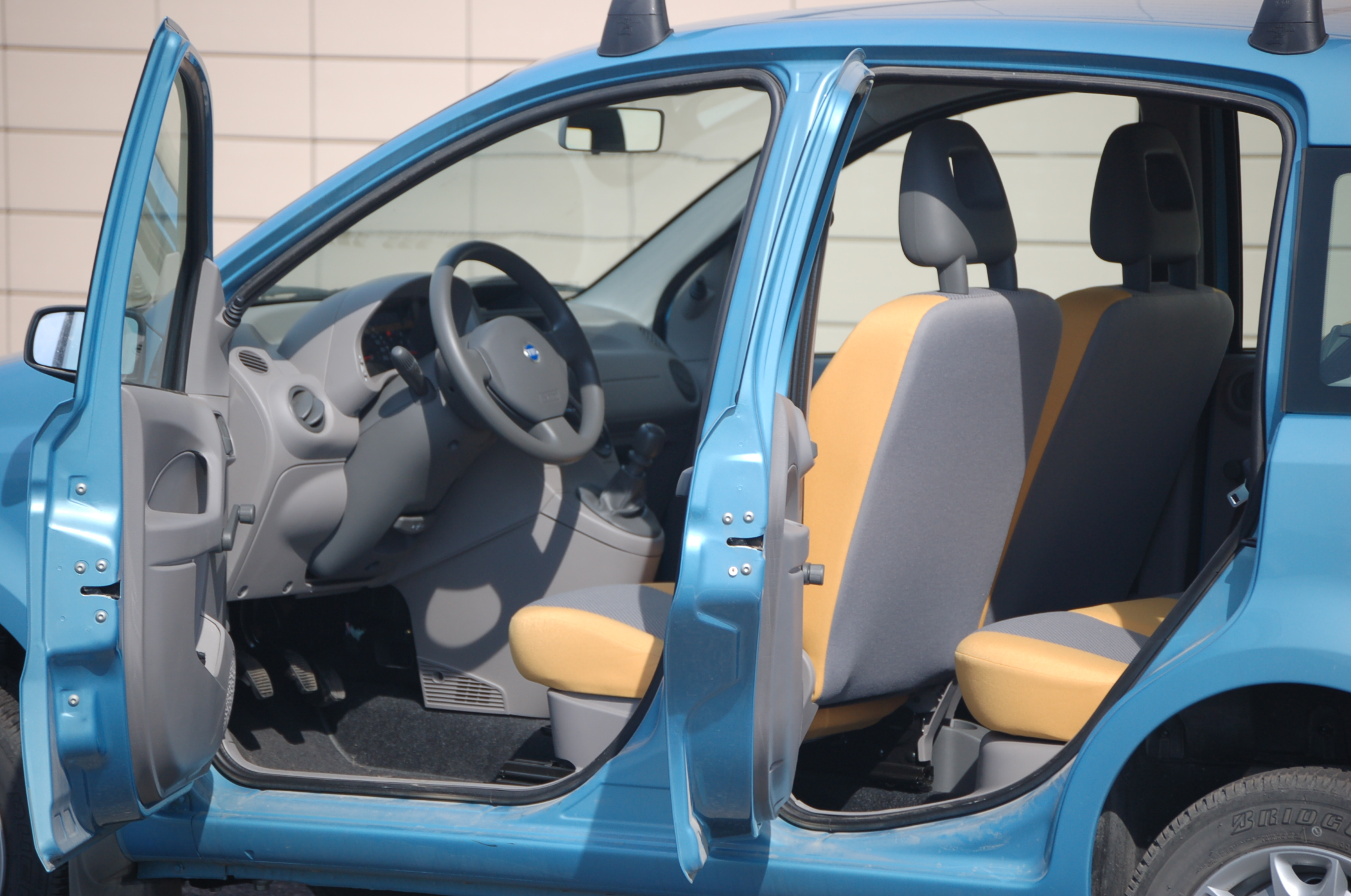
Habitacle del Fiat Panda (2003)

El desenvolupament del model de producció fou confiat a l'I.DE.A. Institute. Com el petit Fiat Seicento/600, el nou panda fou produït únicament a Tychy, Polònia, per la filial polonesa de Fiat. Inicialment, el Panda fou equipat amb dues motoritzacions quatricilíndriques de 1.1 litres i 54 cv (present al Seicento) i un de 1.2 litres i 59 cv, derivada de l'anterior motor. Aquell primer any 2003 es produïren 86.046 unitats.
L'any 2004 es presentaren les versions 4x4 amb tracció a les quatre rodes, equipant només el motor 1.2 de gasolina (a partir de 2005 equiparien també el dièsel 1.3) i el motor 1.3 dièsel. El mateix any Euro NCAP provà el model, atorgant tres estreles sobre cinc. Les unitats produïdes aquell any foren 236.608.
Des del setembre de 2005, tots els Panda equipen ABS, EBD i, com a mínim, un airbag frontal. El 5 d'octubre d'aquell any sortia de la factoria polonesa l'unitat número 500.000 del Panda; la exitosa comercialització del model tingué lloc principalment a l'Itàlia, on es venien la meitat de les unitats produïdes.

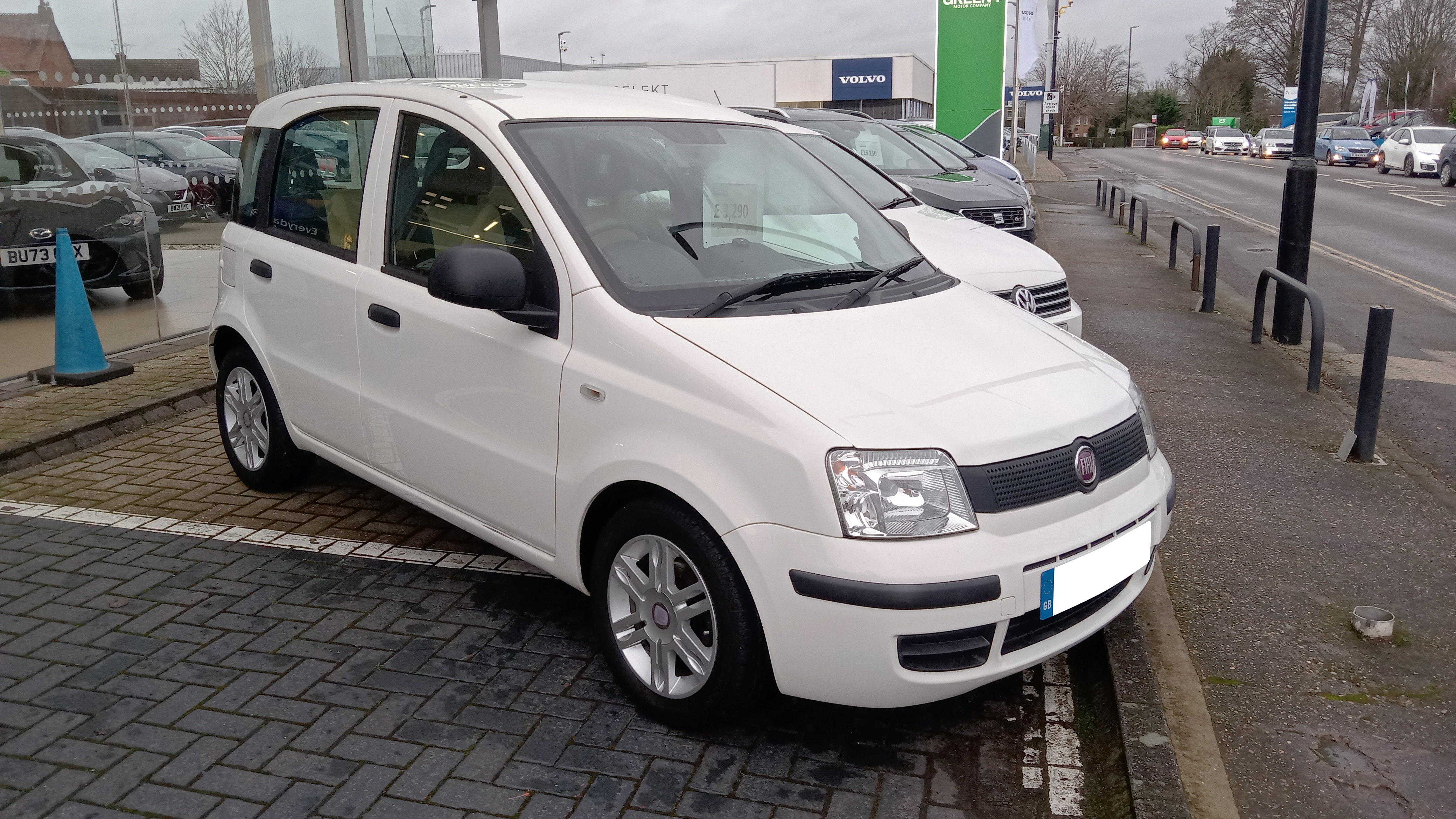
Panda Classic 1.2 (2011)

Quan a finals de 2011 sortí a la venda la tercera generació del Fiat Panda, la segona generació fou reanomenada com a Panda Classic amb un preu més econòmic i un equipament més bàsic. El rang de motors comprenia l'1.2 de gasolina, l'1.2 amb GLP, el 1.4 amb CNG i el 1.3 dièsel. El model 4x4 era ofertat amb els propulsors 1.2 gasolina i 1.3 dièsel. Amb aquesta restructuració de la gama, el Panda Cross deixà de produïr-se i comercialitzar-se. La vida comercial del Panda Classic i de la segona generació del model arribà el desembre de 2012 amb un total de 2.168.491 unitats produïdes entre totes les variants. El mateix 2011, el 4 de juliol, ja havia sortit de la línia de producció l'unitat 2.000.000, un 4x4 Cross amb motor 1.3 dièsel.